# Анн от „Зелените покриви“ (филм, 1985)
Анн от „Зелените покриви“ (на английски: Anne of Green Gables) е канадски телевизионен драматичен филм, базиран на едноименния роман от канадската писателка Луси Мод Монтгомъри. В главната роля играе Меган Фолоус, а продуцент и режисьор е Кевин Съливан. Филмът е сниман за CBC и е разпространен по кината в Европа, Япония, Иран и Израел.
Филмът е излъчен по телевизия CBC като минисериал от две части на 1 декември 1985. И двете части на филма са сред програмите с най-висок рейтинг от всички жанрове, излъчени по канадска телевизионна мрежа. На 17 февруари 1986 г. филмът е излъчен по PBS в САЩ.

## Сюжет
Сюжетът общо взето е верен на сюжета на романа, макар че някои от събитията са пренаредени хронологично. Филмът също представя нов материал, особено относно взаимоотношенията на Анн с Гилбърт Блайт.
За разлика от романа на Монтгомъри, филмът на Съливан започва с живота на 13-годишната сирачка Анн Шърли в подчинение на жестокото семейство Хамънд в Нова Скотия. След като г-н Хамънд умира обаче, Анн е изпратена в сиропиталище, където в крайна сметка получава новината, че е осиновена от двойка от остров Принц Едуард. Пристигайки на острова, Анн е посрещната на железопътната гара от възрастния Матю Кътбърт, който е изненадан да откри момиче вместо момче. Матю и неговата сестра Марила са поискали момче, което да помага с работата във фермата, но той не може просто да изостави момичето на гарата. Матю решава да вземе Анн да срещне Марила и по време на возенето до дома е напълно запленен от червенокосото момиче.
Когато Анн пристига във фермата на Кътбърт, наречена „Зелените покриви“, тя е ранно развито романтично дете, отчаяно търсещо любов и силно чувствително за червената си коса и скромен външен вид. В собствения си своеволен маниер Анн успява до обиди клюкарката на града, Рейчъл Линд в спор за външния ѝ вид, да удари с таблата си по главата Гилбърт Блайт, когато той я нарича „Моркови“ на първия учебен ден и случайно боядисва косата си зелена в опит да я боядиса черна и да спаси наранената си гордост.
Марила Къбърт е шокирана и не на себе си да разбере как да се справи с това чувствително, твърдоглаво дете, отчаяно да се приспособи. Но срамежливият, нежен Матю винаги е там, за да защити Анн и да я постави на пиедестал.
Макар и съвсем неволно, Анн често създава проблемни ситуации. Тя става най-близка приятелка с Даяна Бари от отвъд езерото и успява да я напие като случайно сервира касисово вино вместо малинова напитка на чаено парти. Майката на Даяна и Рейчъл Линд се нахвърлят върху Марила затова, че въобще прави вино. Оттам насетне Анн се придвижва от една злополука към друга, докато дивото ѝ въображение и лудории се съчетават постоянно да ѝ носят неприятности.
Анн навлиза в свои води в академичния свят, като в крайна сметка се състезава усилено с Гилбърт Блайт, който става неин главен опонент. Анн и Гилбърт спечелват най-големите академични отличия, постоянно съревновавайки се за почести на всяко ниво. В крайна сметка тяхното съперничество се превръща в тайна обич, която разцъфтява в любов. Марила се опитва до попречи на Анн да вижда Гилбърт, тъй като Анн е все още доста млада и Марила иска тя да продължи образованието си. В крайна сметка обаче, когато Матю умира и принуждава Марила да помисли за продажба на „Зелените покриви“, Гилбърт дава на Анн своя учителски пост в близкото селище Авонлий, за да може тя да остане в „Зелените покриви“ и да продължи да подкрепя Марила.
Зрителят остава с впечатление, че животите на Гилбърт и Анн ще се преплетат. Анн е преодоляла премеждията на трудното си детство и най-сетне е открила дом, семейство и любов, за които винаги копняла.

## Продължения
„Анн от Зелените покриви“ е първият филм от трилогия, базирана на титулната героиня. През 1987 г. е излъчен вторият филм, „Анн от Авонлий“. Последният филм, „Анн от Зелените покриви: Продължаващата история“ е излъчен през март 2000 г. в Канада и през юли 2000 г. в САЩ. Последният филм подминава „Къщата на мечтите на Анн“ – съответстващия роман за Анн – в полза на сюжет, който не е от поредицата на Монтгомъри и не получава същата критична оценка като първите два филма.
Първите два филма за Анн генерират телевизионен сериал, излъчван от 1989 г. до 1996 г., „Пътят към Авонлий“, който включва герои и епизоди от няколко от книгите на Монтгомъри. Самата Анн не се появява в епизодите, но Гилбърт Блайт, Марила Кътбърт и други герои от книгите за Анн са включени.
През 2008 г. е завършена четвъртата част, озаглавена „Анн от Зелените покриви: Ново начало“. Филмът е както продължава, така и предшества трилогията на Съливан. Ролята на Анн Шърли се изпълнява от Хана Дъглас.
През 2000 – 2001 г., Sullivan Animation продуцира „Анн от Зелените покриви: Анимационният сериал“, съставен от 26 половинчасови епизоди. Сериалът е създаден за PBS и всеки епизод съдържа образователен и/или морален компонент. През 2005 г. Sullivan Animation също създава пълнометражния анимационен филм „Анн: Пътуване към Зелените покриви“, чието действие предшества във времето филма „Анн от Зелените покриви“.

## Продукция
Основните локации за снимане на филма включват остров Принц Едуард, Стуфвил, Джаксънс Пойнт и Хамилтън, Онтарио. Съливан използва няколко локации за фермата „Зелените покриви“ и ги комбинира като един имот.
Филмът и продълженията – с „Пътят към Авонлий“ и анимираната серия за Анн – представляват над 130 часа продукция и са видени във всяка страна по света, която предава телевизия. Филмите са преведени и видени в повече страни дори и от романите.
Из цяла Канада се търси момиче, което да играе ролята на Анн Шърли. Катрин Хепбърн препоръчва племенницата си Шуйлър Грант за ролята. Режисьорът Кевин Съливан харесва играта на Грант и иска да ѝ даде ролята, но телевизионните директори се противопоставят на това ролята на канадска икона да бъде взета от американка. Шуйлър Грант получава ролята на най-добрата приятелка на Анн, Даяна, а ролята на Анн получава Меган Фолоус. В първото прослушване Меган Фолоус идва със силни препоръки, но бързо е отхвърлена от Кевин Съливан. За второто прослушване, след бурна сутрин преди него, трескавата Меган прави много по-добро впечатление.

## Награди и номинации
Филмът бележи изключителен успех на Наградите Джемини през 1986 г., спечелвайки следните:
- Най-добър драматичен минисериал
- Най-добра актриса е една драматична програма или минисериал: Меган Фолоус
- Най-добър поддържащ актьор: Ричард Фарнсуърт
- Най-добра-поддържаща актриса: Колийн Дюхърст
- Най-добър сценарий (ТВ адаптация): Кевин Съливан и Джо Уизенфелд
- Най-добра музика: Хагуд Харди
- Най-добри костюми: Марта Ман
- Най-добър оператор: Рене Онаши
- Най-добър продукционен дизайн: Карол Спиър
- Най-популярна програма

Филмът е номиниран също и за „Най-добра режисура в драматична програма или минисериал“ и „Най-добър монтаж в драматична програма или сериал“.
Сериалът също спечелва Награда Еми през 1986 за „Изключителна детска програма“.